# Sofía Castañón
Sofía Castañón   (Gijón, 1 de novembre de 1983) és una escriptora i realitzadora asturiana, diputada de Podem al Congrés en l'XI i XII Legislatura Espanyola.

## Biografia
Sofia Castañón és escriptora i realitzadora audiovisual. Ha treballat en premsa, televisió i ràdio. Té publicats diversos llibres de poesia en castellà i asturià, pels quals ha rebut premis com l'Astúries Jove el 2006, Pablo García Baena de Poesia Jove el 2007 o Nené Losada Rico el 2009. És membre del Consell Ciutadà de Podem Gijón.
Amb la productora audiovisual Señor Paraguas ha signat videoclips, documentals i videoart, centrant-se sempre en aquells que abordessin la cultura des del compromís social i polític. Entre les seves obres més recents en aquest àmbit es troba Se dice poeta (2014), el seu primer llargmetratge com a directora.
En mitjans de comunicació ha treballat en Televisión Local Gijón, Localia i TeleAsturias. Ha dirigit per a Televisión del Principado de Asturias la col·lecció "Dicires", un diccionari visual d'asturià en 120 clips.
Va dirigir l'espai radiofònic El sillón Voltaire (Radio del Círculo de Bellas Artes, 2010-2011)
Ha coordinat clubs de lectura municipals en Gijón de 2012 a 2015, així com impartit tallers de creació literària i narrativa audiovisual.

## Poemaris en castellà
- Animales interiores (Premi Astúries Jove 2006, Trabe 2007),
- Últimas cartas a Kansas (Premi Pablo García Baena 2007, La Bella Varsovia 2008),
- La noche así (Ya lo dijo Casimiro Parker, 2012),
- La otra hija (Suburbia Ediciones, 2013)
- Prohibido silbar (Baile del Sol, 2014)

## Plaquettes
- La sombra de Peter Pan (2009)
- Culpa de Pavlov (Premi Joves Creadors de l'Aj. de Madrid 2008, Colección Resurrección 2012).

## Poemaris en asturià
- Tiempu de render (Premio Nené Losada 2009, Trabe 2010)
- Destruimientu del xardín (Hesperya, 2012)

## Antologies
- Hank Over/Resaca (Caballo de Troya, 2008)
- 23 Pandoras (Baile del Sol, 2009)
- Poetas asturianos para el siglo XXI (Trea, 2009)
- Por partida doble (Trabe, 2009)
- El libro del voyeur (Ediciones del Viento, 2010)
- Esto no rima (Origami, 2012)